# Mark 17

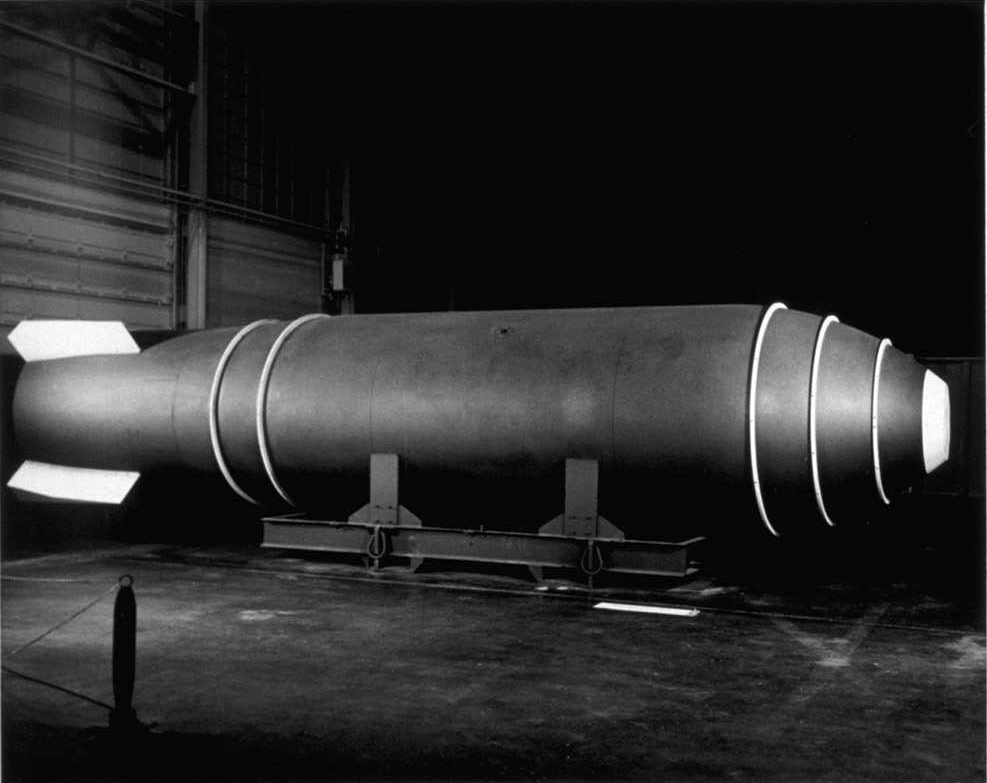
O Mark 17

A Mark 17, junto com a Mark 24, foram as primeiras armas termonucleares produzidas em massa implantadas pelos E.U.A. As duas armas diferem entre sia penas no seus estágios primários. As bombas Mk 17/24 tinham 7,52 metros de comprimento e diâmetro de 1,56 metro. Elas pesavam 21 toneladas. A Mark 17 teve um rendimento na faixa de 25 megatons; Um total de 200 Mk 17 foram produzidas, e 105 Mark 24 foram produzidas, todas entre 1954 e novembro de 1955.
O projeto e desenvolvimento se originou quando o Laboratório Nacional Los Alamos propôs o uso de lítio e deutério como combustíveis no secundário, com o lítio não sendo enriquecido e utilizável. O novo desenho foi designado TX-17 em 24 de fevereiro de 1953. A TX-17 e 24 foram testados no dispositivo "Runt" (Castle Romeo) durante a Operação Castle em 1954.  Depois dos testes terem sido sucessos, versões básicas da Mk-17 e Mk-24 foram implantados como parte do programa "Emergency Capability" (capacidade emergencial). Um total de 5 EC-17 e 10 EC-24 foram criadas apressadamente e anexadas ao arsenal entre abril e outubro de 1954. As armas EC não tinham paraquedas para retardar o tempo de queda entre o lançamento e a detonação, a aeronave portadora provavelmente seria destruída na detonação da arma numa missão suicida. Outros dispositivos de segurança como In Flight Insertion(inserção em voo(IFI)), armar seguro e dispositivos de fusão foram também omitidos tudo para conseguir uma rápida capacidade de ataque termonuclear.
As armas EC foram rapidamente substituídas pelas bombas Mk 17 Mod 0 e MK 24 Mod 0 em outubro e novembro de 1954. Essa armas incluíam um paraquedas de 20 metros(64 pés) de diâmetro, permitindo que a aeronave portadora escapasse da detonação termonuclear. Com a adição de IFI na cápsula primária prevenia a detonação acidental em casos de acidente, as armas foram atualizadas para o Mod 1 padrão. A inclusão de alguns fusíveis de contato atualizou algumas bombas para o Mod 2, permitindo que as bombas fossem usadas contra alvos macios (na superfície) ou alvos enterrados como bunkers de comando.
Devido a introdução de menores e mais leves armas termonucleares como a Mark 15, como também a retirada da única aeronave capaz de levá-la, o Convair B-36, os Mk 24s foram retirados em outubro de 1956, com os Mk 17s sendo retiradas em aagosto de 1957.

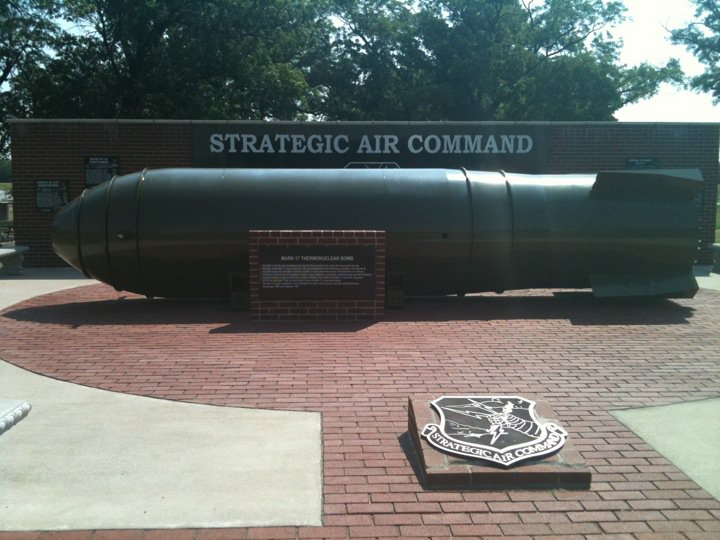
Uma Mark 17 em exposição no Memorial Strategic Air Command em Naval Air Station Fort Worth Joint Reserve Base no Carswell Field na cidade de Fort Worth, Texas.

A Mk 17 não foi a primeira arma de hidrogênio estocada pelos E.U.A. Cinco exemplares da EC14 "Alarm Clock" ("Despertador") foram preparados para um possível uso em fevereiro de 1954. Também houve cinco exemplares de EC16 "Jughead", bombas termonucleares de combustível criogênico, uma versão utilizável do dispositivo Ivy Mike. Estas 10 bombas foram estocadas antes das bombas EC17/24. As EC14 com droge chutes se tornaram as bombas Mark 14 e foram as primeiras bombas de hidrogênio estocadas sem estarem em capacidade emergencial, em outubro de 1954. As EC16s nunca entraram no estoque duradouro e foram as primeiras bombas EC a serem eliminadas, até porque apenas um B-36 foi convertido sobre o projeto Bar Room para carregá-la.

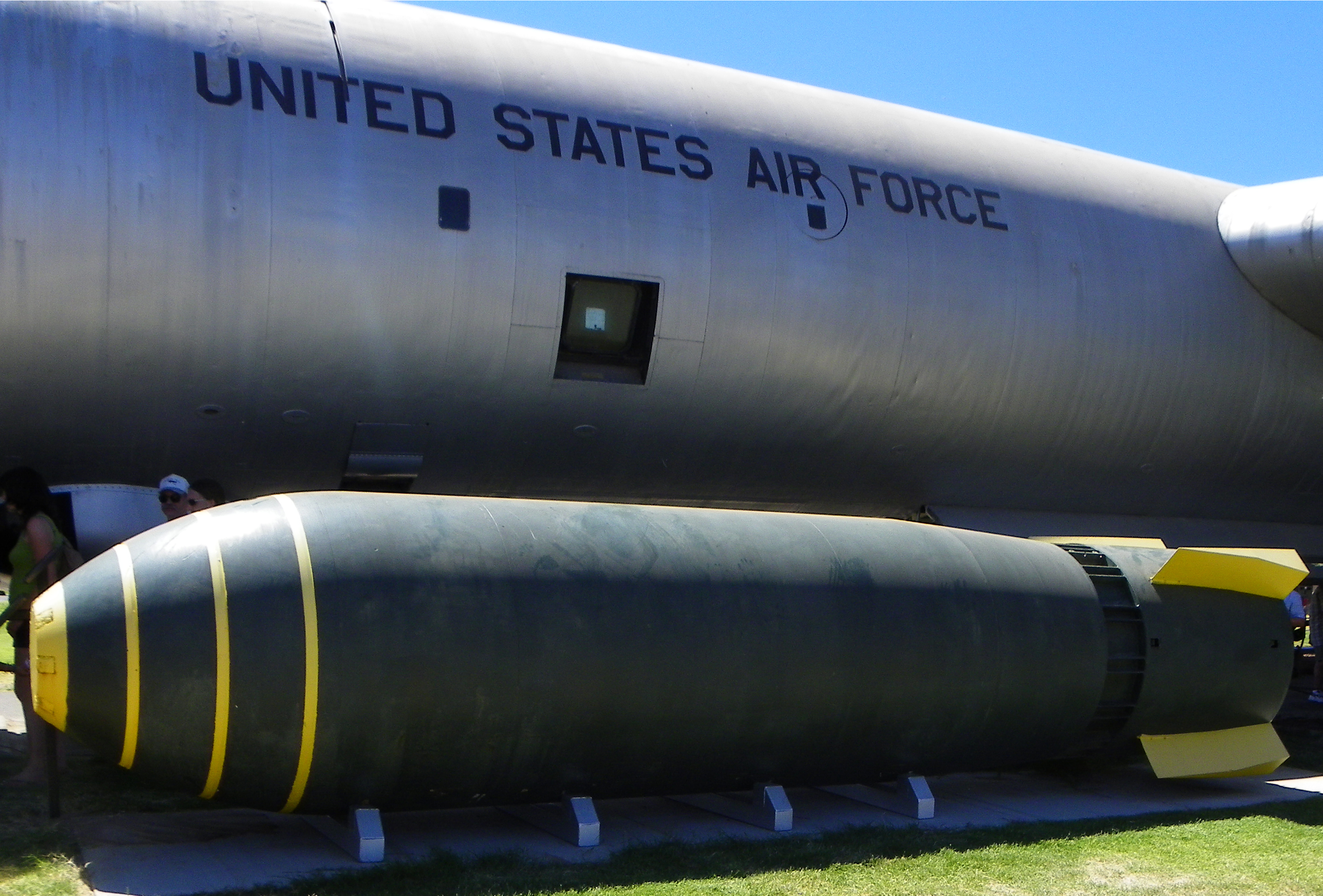
Uma Mark 17 em exposição no Castle Air Museum

Em 27 de maio de 1957, uma Mark 17 foi acidentalmente descartada de um B-36 no sul de Albuquerque, NM's Kirtland AFB. O dispositivo caiu através das portas fechadas da baia de bombas do bombardeiro, que estava se aproximando de Kirtland a uma altitude de 1 700 pés. Os explosivos de convencionais do dispositivo detonaram com o choque contra o solo, criando uma cratera de 25 pés de diâmetro e 12 pés de profundidade. Embora uma reação nuclear em cadeia fosse impossível, já que o fosso de plutônio havia sido estocado separadamente da bomba no avião, o incidente espalhou detritos radioativos do secundário por um área de mais de 1 milha quadrada.  Embora os militares tenham limpado a área em segredo, alguns fragmentos da bomba -alguns ainda radioativos- podem ser encontrados na área. É um dos mais de 30 casos de Broken Arrow (Oklahoma) conhecidos envolvendo a perda ou destruição acidental de uma arma nuclear.

## Sobreviventes
Cinco fuselagens de MK 17/24 estão em exposição ao público em:
- National Atomic Museum localizado em Albuquerque, New Mexico.
- O Memorial Strategic Air Command na Naval Air Station Fort Worth Joint Reserve Base no Carswell Field na cidade de Fort Worth, Texas.
- A National Museum of the United States Air Force em Dayton, Ohio tem uma fuselagem de Mk 17/24 em exposição no hangar da Guerra Fria.
- O Strategic Air and Space Museum em Ashland, Nebraska.
- Castle Air Museum, Atwater, Ca